# Temporada 2016-2017 del RCD Espanyol
La temporada 2016-2017 del RCD Espanyol es caracteritza per, amb 27.000 socis, trencar amb el descens en el nombre de socis respecte a les temporada anterior.

## Fets destacats
- En 11 d'octubre de 2016, després d'agressions entre aficionats dels diferents grups d'animació, el club tanca expedienta una vintena d'afeccionats radicals.[3]
- En 27 d'octubre de 2016, després d'agressions entre aficionats dels diferents grups d'animació en el partit contra l'Eibar, el club tanca temporalment la grada d'animació.[4]
- En 28 de novembre de 2016 Jordi Lardín Cruz fou nomenat màxim responsable de l'àrea esportiva del Reial Club Deportiu Espanyol de Barcelona en substitució d'Ángel Gómez.[5]
- En 11 de desembre de 2016 Diego López Rodríguez va batre el rècord d'imbatibilitat que tenia Carlos Idriss Kameni des de la temporada 2008-2009.[6]

## Resultats i Classificació
- Lliga d'Espanya: Vuitena posició amb 56 punts (38 partits, 15 victòries, 11 empats, 12 derrotes, 49 gols a favor i 50 en contra).
- Copa del Rei: Setzens de final. Eliminat per l'AD Alcorcón per penals a setzens de final.
- Supercopa de Catalunya: Campió. RCD Espanyol-FC Barcelona 1-0.

## Plantilla
A 1 de setembre de 2016
| P   | D  | Jugador                    | Lliga | Lliga | Copa d'Espanya | Copa d'Espanya |
| P   | D  | Jugador                    | PJ    | G     | PJ             | G              |
| --- | -- | -------------------------- | ----- | ----- | -------------- | -------------- |
| POR | 13 | Diego López                | 35    | -38   | -              | -              |
| POR | 1  | Roberto Jiménez            | 4     | -12   | 2              | -2             |
| POR | 25 | Pau López                  | -     | -     | -              | -              |
| POR | 26 | Andrés Prieto              | -     | -     | -              | -              |
| DEF | 23 | Diego Reyes                | 34    | 1     | 1              | -              |
| DEF | 29 | Aarón Martín               | 30    | -     | 1              | -              |
| DEF | 16 | Javi López ( Capità)       | 19    | -     | 1              | -              |
| DEF | 6  | Óscar Duarte               | 15    | -     | 2              | -              |
| DEF | 31 | Marc Navarro               | 12    | 2     | -              | -              |
| DEF | 3  | Rubén Duarte               | 3     | -     | 2              | -              |
| DEF | 2  | Martín Demichelis          | 2     | -     | -              | -              |
| DEF | 22 | Álvaro González            | 2     | -     | -              | -              |
| DEF | 15 | Michaël Ciani              | 1     | -     | -              | -              |
| DEF | 23 | Anaitz Arbilla             | -     | -     | -              | -              |
| MIG | 15 | David López                | 36    | 3     | 1              | -              |
| MIG | 17 | Hernán Pérez               | 32    | 3     | 2              | 1              |
| MIG | 18 | Javi Fuego                 | 31    | 1     | 1              | -              |
| MIG | 14 | José Manuel Jurado         | 31    | 3     | 1              | -              |
| MIG | 4  | Víctor Sánchez (2n capità) | 26    | 1     | 1              | -              |
| MIG | 28 | Marc Roca                  | 25    | -     | 1              | -              |
| MIG | 20 | Pape Diop                  | 18    | -     | 1              | -              |
| MIG | 30 | Òscar Melendo              | 11    | -     | 2              | -              |
| MIG | 8  | Salva Sevilla              | 6     | -     | 1              | -              |
| MIG | 5  | Víctor Álvarez (3r capità) | 4     | -     | 1              | -              |
| MIG | 24 | Álex Fernández             | -     | -     | -              | -              |
| DAV | 7  | Gerard Moreno              | 37    | 13    | 1              | -              |
| DAV | 19 | Pablo Piatti               | 30    | 10    | 1              | -              |
| DAV | 10 | Felipe Caicedo             | 27    | 2     | 2              | -              |
| DAV | 9  | José Antonio Reyes         | 21    | 3     | 2              | 1              |
| DAV | 11 | Léo Baptistao              | 21    | 6     | 1              | -              |
| DAV | 22 | Álvaro Vázquez             | 10    | -     | -              | -              |

Els equips espanyols estan limitats a tenir en la plantilla un màxim de tres jugadors sense passaport de la Unió Europea. La llista inclou només la principal nacionalitat de cada jugador; alguns jugadors no europeus tenen doble nacionalitat d'algun país de la UE:
- |  Leo Baptistao té passaport italià.
- |  Pape Diop té passaport francès.
- |  Pablo Piatti té passaport espanyol.
- |  Martín Demichelis té passaport italià.
- |  Felipe Caicedo té passaport espanyol.
- |  Hernán Pérez té passaport italià.

### Cessions
| N. | Pos. | Nac. | Jugador                                 |
| -- | ---- | --- | --------------------------------------- |
| -  | DAV  | [[Fitxer:Flag of Spain.svg\|23x15px\|border \|alt=Espanya\|link=Selecció de futbol d'Espanya\|{{#if:\|]]          | Jairo Morillas (cedit al Numància)      |
| -  | DAV  | [[Fitxer:Flag of Catalonia.svg\|23x15px\|border \|alt=Catalunya\|link=Selecció de futbol de Catalunya\|{{#if:\|]] | Mamadou Sylla (cedit a l'K.A.S. Eupen)  |
| -  | DEF  | [[Fitxer:Flag of Spain.svg\|23x15px\|border \|alt=Espanya\|link=Selecció de futbol d'Espanya\|{{#if:\|]]          | Rober Correa (cedit a l'Elx CF)         |
| -  | MIG  | [[Fitxer:Flag of Catalonia.svg\|23x15px\|border \|alt=Catalunya\|link=Selecció de futbol de Catalunya\|{{#if:\|]] | Joan Jordán (cedit al Reial Valladolid) |

| N. | Pos. | Nac. | Jugador                                   |
| -- | ---- | --- | ----------------------------------------- |
| -  | MIG  | [[Fitxer:Flag of the Valencian Community (2x3).svg\|23x15px\|border \|alt=País Valencià\|link=Selecció de futbol del País Valencià\|{{#if:\|]] | Paco Montañés (cedit al Llevant)          |
| -  | DAV  | [[Fitxer:Flag of the Balearic Islands.svg\|23x15px\|border \|alt=Illes Balears\|link=Selecció de futbol de les Illes Balears\|{{#if:\|]]       | Adrià Dalmau (cedit al RCD Mallorca)      |
| -  | POR  | [[Fitxer:Flag of Catalonia.svg\|23x15px\|border \|alt=Catalunya\|link=Selecció de futbol de Catalunya\|{{#if:\|]]                              | Pau López (cedit al Tottenham Hotspur FC) |

### Equip tècnic
- Entrenador:  Quique Sánchez Flores
- Entrenador assistent:  Juan Carlos Oliva
- Entrenador assistent:  Alberto Giráldez
- Entrenador assistent:  Antonio Díaz
- Entrenador de porters:  Tommy N'Kono
- Tècnic audiovisual:  José Luís Gallardo
- Doctor:  Antonio Turmo Garuz
- Preparador físic:  Óscar García
- Preparador físic:  Toni Clavero